# 字彙補
『字彙補』（じいほ）は、清の呉任臣（ごじんしん）によって編纂された、『字彙』を補足訂正した書物。康熙5年（1666年）序。『康熙字典』に出典のひとつとして使われている。

## 内容
著者の呉任臣は字を志伊といい、ほかに『十国春秋』『山海経広注』などの著作がある。呉任臣は『字彙』が優秀であることを認めながら、古典や大蔵経・道蔵などの字が載っていないことが多いのを欠点として、その追補を作った。
『字彙』と同じ214部首に従い、部首ごとに「補字」（字を補う）「補音義」（音義を補う）「較譌」（誤りを正す）の3点について補っている。
全体で補字が12,371字、補音義が5,525字、較譌が269字ある。
較譌の例として、『字彙』の「候」の字を「𠊱」に直すなど、『字彙』が一般に行われている字を取ったのに対して、『字彙補』は古い書籍に根拠のある字を正としている。